# 大利根用水

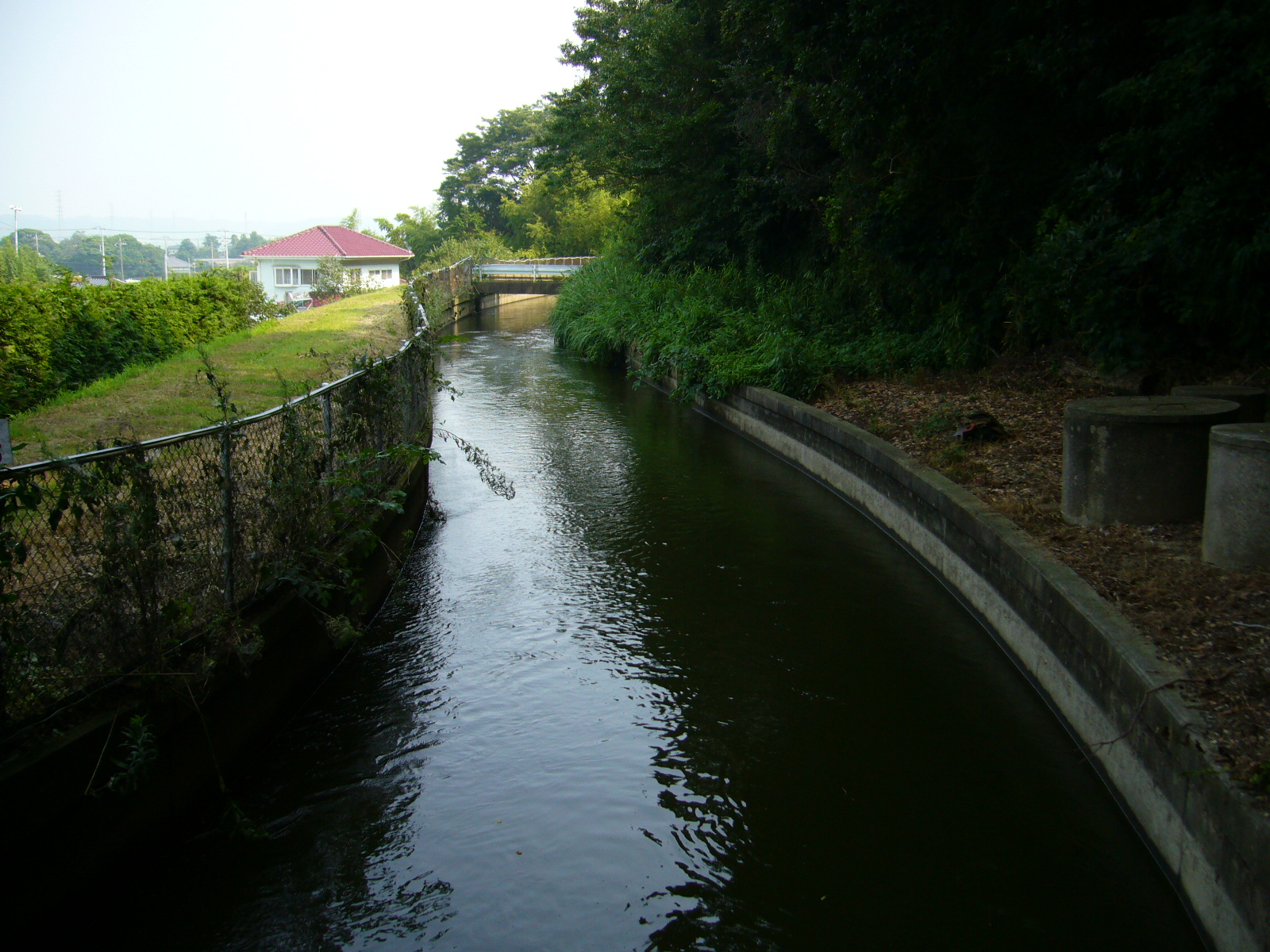
大利根用水（東庄町）

大利根用水（おおとねようすい）は、千葉県北東部の利根川沿岸地域の排水と、九十九里平野北部の地域への農業用水の供給を目的とした用水路。疏水百選に選定されている。

## 概要
千葉県香取郡東庄町で利根川の水を取水し、九十九里平野の北部一帯を灌漑する農業用水である。具体的には、東庄町笹川の笹川揚水機場で黒部川に導き入れた利根川の水を取水し、地下水路を通して東庄町の下総台地を越え、旧椿海沿岸の同町窪野谷にある旭市飛地内の分水工で、東幹線・新川水系・西幹線に分岐し、旭市・匝瑳市・横芝光町（栗山川東岸まで）の農地に灌漑用水を供給している。

## 歴史
昔九十九里平野の北東端には遊水池としての役割を果たし下流の村々の農地の灌漑に用いられていた椿海という湖があったが江戸時代に干拓され、元禄2年（1689年）には「干潟8万石」18ヶ村が成立した。元々湖であったこの干拓地は水害の被害を受けやすく、干拓地の排水を優先した幕府は下流に堰を設けることを禁じ、下流では渇水による被害を受けやすい状況となり、ため池を作るなど干拓地の排水と下流の利水を両立させる為のさまざまな対策が取られたが、動力による揚水が不可能だった当時でもあり、いずれも抜本的な対策とはなり得ず、水害と旱魃に苦しめられることが少なくなかった。
一方、黒部川合流地点などの利根川沿いでも、その後の利根川東遷事業の影響や、増水時の遊水地の役割を果たしていた船着場が明治以降その役割を終えたこと、また明治43年（1910年）の大水害の後中条堤を要とする治水システムが崩壊したことや霞ヶ浦水系の分離もあり、増水が直接水位の上昇に結び付き水害に悩まされるようになっていた。さらに1924年-1925年（大正13年-大正14年）、1933年（昭和8年）の大干魃や洪水により、用排水の必要性が認識された。1935年（昭和10年）野口初太郎が利根川を水源とする利根川引水計画構想を発案し、排水と利水を両立させるこの大利根用水が計画され、第1次県営大利根用水改良事業として着工する。猛烈な反対運動や戦中戦後の資材不足を経て、終戦後の昭和25年（1950年）に完成、ようやく安定した農業用水が供給されるようになった。
だが、大利根用水完成の5年後の1955年（昭和30年）には塩害が発生し被害面積は約3,200町歩に及び、翌年以降塩害の被害が拡大、1958年（昭和33年）には被害面積は約30,000町歩に及んだ。このため、関係市町や土地改良区から「潮止め堰建設」の要望が出され、建設省関東地方建設局の調査を経て、1962年（昭和37年）5月に設立された水資源開発公団の事業として利根川河口堰の計画が1964年（昭和39年）10月に決定され、1965年（昭和40年）に着工し、1971年（昭和46年）に竣工した。また、大利根用水の施設は、戦中戦後の資材難の時代に施工されたものであるためこの間の老朽化が著しく、更新事業として国営大利根用水土地改良事業が行われた。1970年（昭和45年）から1992年（平成4年）までの23年間をかけて全面的な改修が行われ、九十九里平野北部の地域の農業用水の安定した供給に役立っている。